# Aldosteron
Aldosteron je hormon koji povišava reapsorpciju jona natrijuma i vode, i sekreciju jona kalijuma u sistemu kanala za prikupljanje i distalnim zavijenim kanalićima bubrežne funkcionalne jedinice, nefrona. To povišava volumen krvi i, stoga, povišava krvni pritisak. Lekovi koji ometaju lučenje ili delovanje aldosterona se koriste kao antihipertenzivi. Jedan primer je spironolakton, koji snižava krvni pritisak blokiranjem receptora aldosterona. Aldosteron je deo renin-angiotenzinskog sistema.
Aldosteron je žuti Steroidni hormon (mineralokortikoidne familije) proizveden u spoljašnjoj sekciji (zona glomerulosa) adrenalnog korteksa u nadbubrežnoj žlezdi. Njegova aktivnost je umanjena kod obolelih od Adisonove bolesti i povišena kod Konovog sindroma.
Aldosteron su izolovali Simpson i Tait 1953.

## Sinteza
Kortikosteroidi se sintetišu iz holesterola u adrenalnom korteksu. Većina steroidogenih reakcija je katalisana enzimima citohrom P450 familije. Oni su locirani unutar mitohondrija i zahtevaju adrenodoksin kao kofaktor (izuzev 21-hidroksilaze i 17α-hidroksilaze).
Aldosteron i kortikosteron dele prvi deo njihovog biosintetičkog puta. Drugi deo je posredovan bilo aldosteron sintazom (za aldosteron) ili hidroksilazom (za kortikosteron). Ti enzimi su skoro identični (oni dele 11β-hidroksilacione i 18-hidroksilacione funkcije). Aldosteronska sintaza takođe ima sposobnost izvođenja 18-oksidacije. Aldosteronska sintaza je nađena unutar zone glomerulosa na spoljašnjoj ivici adrenalnog korteksa. 11β-hidroksilaza je nađena u zonama fasciculata i reticularis.

## Literatura
1. ↑  Joanne Wixon; Douglas Kell (2000). „Website Review: The Kyoto Encyclopedia of Genes and Genomes — KEGG”. Yeast. 17 (1): 48—55. doi:10.1002/(SICI)1097-0061(200004)17:1<48::AID-YEA2>3.0.CO;2-H.
2. ↑   уреди
3. ↑  Evan E. Bolton; Yanli Wang; Paul A. Thiessen; Stephen H. Bryant (2008). „Chapter 12 PubChem: Integrated Platform of Small Molecules and Biological Activities”. Annual Reports in Computational Chemistry. 4: 217—241. doi:10.1016/S1574-1400(08)00012-1.
4. ↑  GENEST J (1955). „Aldosterone: a review”. Canadian Medical Association Journal. 73 (3): 221—3. PMC 1826059 . PMID 13240591.
5. ↑  Struthers AD, MacDonald TM (2004). „Review of aldosterone- and angiotensin II-induced target organ damage and prevention”. Cardiovascular Research. 61 (4): 663—70. PMID 14985063. doi:10.1016/j.cardiores.2003.11.037. Приступљено 8. 4. 2011.
6. ↑  Williams JS, Williams GH (2003). „50th anniversary of aldosterone”. J Clin Endocrinol Metab. 88 (6): 2364—72. PMID 12788829. doi:10.1210/jc.2003-030490. Архивирано из оригинала 10. 07. 2012. г. Приступљено 09. 04. 2011.

## Spoljašnje veze
- Dejstvo aldosterona u bubrezima